# Frederik Julius Koch
Frederik Julius Koch, född 23 april 1816 i Bernstorff slotts trädgårdsmästarbostad, död 1911, var en dansk trädgårdsmästare. 
Koch var son till Johan Rudolf Koch (född i Svansen i Slesvig 1777, död som jordbrukare och trädgårdsmästare på Frederiksberg 1844). kom 1830 i trädgårdslära hos P.W. Hintze på Vesterbro i Köpenhamn, och efter att ha vistats där under fyra år kom han som elev till Frederiksberg slottsträdgård, varifrån han tog trädgårdsmästarexamen 1835. Han tjänstgjorde därefter som medhjälpare där till 1839, då han reste till England, där han hade plats dels på ett större herresäte, dels i ett av Londons största handelsträdgårdar. Han lämnade England 1842 och företog därefter en resa genom Frankrike och Tyskland. år 1843 fick han plats i Botanisk Have i Köpenhamn, och 1845 etablerade han sig på Vesterbrogade 260. Kochs handelsträdgård ansågs under en lång följd av år vara en mönsteranläggning vad gällde ordning och utmärkt växtkultur, särskilt känt för sin rosenkultur och för vinodling i krukor. Han uteblev sällan från de större trädgårdsutställningarna och han tilldelades på dessa talrika priser för såväl större som för mindre växtsamlingar. Trots att han besatt omfattande kunskaper inom sitt område skrev han endast några få mindre avhandlingar. Kochsvej är uppkallad efter honom.